# تيري آدامز
تيري آدامز (بالإنجليزية: Terry Adams)‏ هو دراج أمريكي، ولد في 9 أغسطس 1983 في نيو أورلينز في الولايات المتحدة.

## وصلات خارجية
- الموقع الرسمي